# لاونا پونت ترسا
لاونا پونت ترسا (به ایتالیایی: Lavena Ponte Tresa) یک کومونه در ایتالیا است که در استان وارزه واقع شده‌است.

## خصوصیات
لاونا پونت ترسا ۴٫۴ کیلومترمربع مساحت و ۵٬۳۰۳ نفر جمعیت دارد و ۲۷۵ متر بالاتر از سطح دریا واقع شده‌است.

## خواهرخوانده
شهرهای آکویلونیا، ایتالیا، کالیتری، لاچدونیا و Mesoraca خواهرخوانده‌های لاونا پونت ترسا هستند.